# Aquil·las l'egipci
Aquil·las l'egipci (en llatí Achillas, en grec antic Ἀχιλλᾶς) fou cap de la guàrdia del rei Ptolemeu XIII Filopàtor.
Era cap de l'exèrcit quan Gneu Pompeu va fugir a Egipte l'any 48 aC després de la batalla de Farsàlia. Juli Cèsar diu d'ell que era un home d'una audàcia extraordinària i va ser Aquil·las junt amb Luci Septimi els que van matar Pompeu. Posteriorment es va unir a l'eunuc Potí, tutor de Ptolemeu XIII, per resistir les forces de Cèsar. Potí li va donar la direcció militar i Aquil·las va marxar a Alexandria amb vint mil homes i dos mil cavallers. Cèsar, mancat d'homes per fer-li front, li va enviar ambaixadors, però l'egipci va rebutjar totes les ofertes i va matar els ambaixadors, evitant tota possible reconciliació. Va marxar sobre Alexandria i va entrar a la ciutat que va ocupar quasi completament. Mentrestant, Arsinoe IV, la germana de Ptolemeu, es va escapar de Cèsar i es va unir a Aquil·las, però aviat hi va haver dissensions i el comandant va ser mort el 47 aC per l'eunuc Ganimedes que va rebre d'Arsinoe com a premi el comandament de l'exèrcit egipci, segons diu Juli Cèsar als Comentaris de la Guerra Civil. També en parlen Cassi Dió i Lucà.